# Neomexicanismo
El Neomexicanismo es un movimiento artístico cultural, sobre todo de pintura figurativa, que nace en la década de 1980, retomando símbolos folclóricos de la sociedad mexicana como la Virgen de Guadalupe, la lucha libre, la ideología que se tiene acerca de la muerte para los mexicanos e, incluso, algunas frutas y verduras que se cosechan en el país, entre otras.

## Concepto
Fue Teresa del Conde, en 1987, quien comenzó a hablar del neomexicanismo, en su artículo para el periódico unomasuno, titulado "Nuevos mexicanismos". Más que un movimiento definido, esta tendencia surgió de una manera “incidental”, pues con los acontecimientos de la época se fue manifestando poco a poco en diferentes corrientes artísticas (música, pintura, escritura, etc.) El neomexicanismo siguió algunas de las premisas del postmodernismo, pues mezclaba distintos elementos. Para empezar, reflejaba la cotidianidad de la cultura mexicana, el pastiche, el reciclaje y la apropiación libre de imágenes y clichés que provenían del pasado local, recontextualizándolos en lenguajes visuales plenamente contemporáneos. El neomexicanismo posee una estética kitsch (estilo artístico considerado cursi, trillado, en definitiva, vulgar), el cual fue aprovechado por los artistas, recurriendo a la parodia, la sátira y situaciones irreverentes. A partir de esto, derrumbaron los clichés del alta y la baja cultura, cuestionando la solemnidad del arte y de la historia oficial.

## Contexto histórico
Durante los años 60 hasta los 90 en México se suceden reiteradas crisis económicas, políticas y sociales, las más importantes que quedaron marcadas fueron durante el año de l968, las luchas constantes de los estudiantes de la UNAM y IPN contra un régimen autoritario; el 19 de noviembre de 1984, una explosión causada por mal mantenimiento por parte de PEMEX en San Juanico, causando cientos de muertes y miles de personas heridas; en 1982, crisis económica en México. El devastador terremoto de 1985 y, por si fuera poco, el fraude electoral de 1988, etc.
Todos estos acontecimientos hicieron que la sociedad reflexionara más su identidad como mexicanos, haciéndose las preguntas ¿Quiénes somos? y ¿Qué nos hace mexicanos?. Así mismo, se vio un creciente interés del estado por difundir una imagen de México como potencia cultural, de gran riqueza patrimonial, lo que provocó la apropiación y manipulación de los lenguajes "nacionalistas" para difundir sus postulados de unidad y de consistencia nacional. Por lo que, numerosos artistas decidieron hacer uso de una iconografía que aludía directamente a la cultura nacional, a través del uso provocador de sus temas, signos y símbolos.      

## Artistas dentro del movimiento

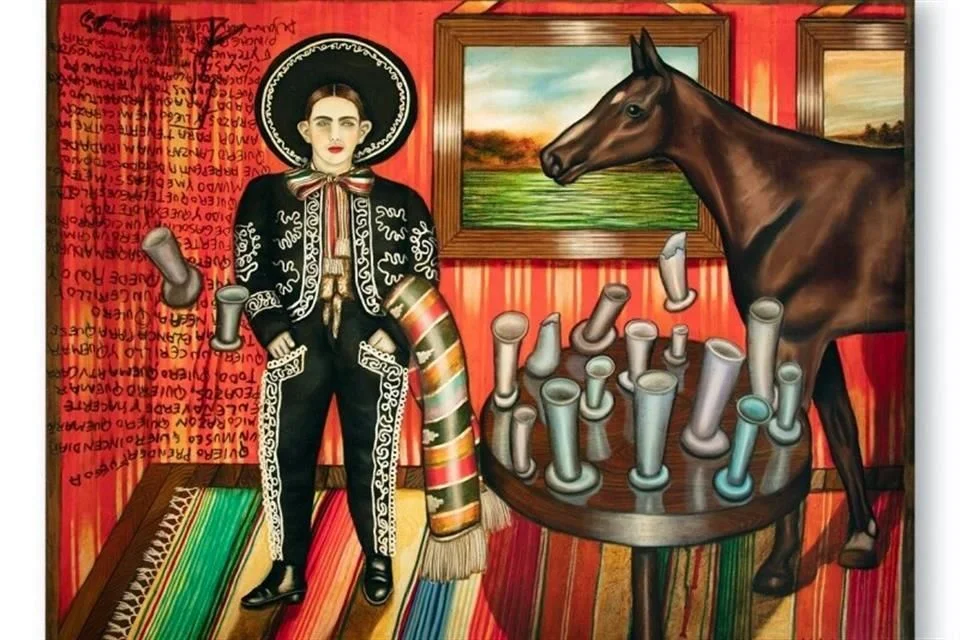
Título: Los cómplices.
Año: 1987.
Autor: José Julio Galán Romo (1958- 2006)

Bajo el término de «neomexicanismo» se reunió a los artistas visuales que representaban e interpretaban en clave muy personal los motivos iconográficos que, hasta en ese entonces, eran incuestionables como signos de la identidad mexicana, tales como las esculturas y el arte prehispánico, la figura del charro, el escudo nacional y los símbolos patrios; e incluso la virgen de Guadalupe. La intención era recrear y darles nuevos significados a las iconografías representativas a lo largo de la historia, en la vida cotidiana de los mexicanos que, más allá de la fe, eran un acto de identidad nacional. En sintonía con las tendencias internacionales, donde la pintura dominaba la escena comercial del arte tras las experiencias conceptuales y performanceras de los años 70, el neomexicanismo fue bien recibido, como lo había sido el neoexpresionismo alemán o neoyorquino y la trans vanguardia italiana. Sin embargo, una marca distintiva y recurrente de los trabajos de artistas como Germán Venegas, Julio Galán, Eloy Tarcisio, Javier de la Garza y Nahum B. Zenil, es la identidad, ya sea cultural, personal o sexual dentro del contexto Mexicano de la época. Así mismo, bandas como Caifanes, El Tri, Las Ultrasónicas, buscaron ayudar esta identidad de estilo en nuestro país retomando nuestras raíces culturales.